# Émile Rotiers
Pour les articles homonymes, voir Rotiers.
Émile Rotiers (né le 30 septembre 1867 à Bruxelles, décédé le 18 mai 1945), est un homme politique belge. Il fut conseiller communal et échevin à Auderghem de 1932 à 1945.
Émile Rotiers était fondeur de caractères. Il habitait rue du Docteur prolongée, no 36. 
Il fut élu en 1932 aux élections communales sur la liste socialiste. Il présidait la section auderghemoise de ce parti. Il fut le premier conseiller communal socialiste. 
Son parti n’enleva qu’un siège mais s’en servit pour faire basculer la majorité, vu que catholiques et libéraux détenaient chacun 6 sièges. Rotiers avait conclu un accord avec les libéraux et il lui échut un mandat d’échevin. Il exerça sa charge d’échevin jusqu’à sa mort.
À sa mort, on donna son nom à la rue Émile Rotiers.